# SS Arandora Star
Le SS Arandora, rebaptisé en 1929, le SS Arandora Star était un paquebot britannique de la compagnie Blue Star Line. Il fut construit en 1927 et servit également de navire frigorifique. En 1929, il est transformé en navire de croisière. En 1940, il est affecté au transport de troupes. Il est torpillé le 2 juillet 1940 par un U-boat allemand tandis qu'il acheminait 1300 prisonniers italiens et allemands vers le Canada. À l'exception d'un petit contingent de prisonniers de guerre allemands, la plupart étaient des civils. Outre les prisonniers, 200 militaires britanniques et 174 membres d'équipage se trouvaient à bord. 805 personnes trouvent la mort dans le naufrage.

## Construction
En 1925, la Blue Star Line passe commande pour une série de nouveaux paquebots pour sa nouvelle ligne transatlantique Londres - Rio de Janeiro - Buenos Aires. Cammell Laird de Birkenhead construit trois sister-ships : l’Almeda, l’Andalucia et l’Arandora. John Brown & Company de Clydebank en construit deux autres : l’Avelona et l’Avila. Ensemble, le quintette fut appelé « The luxury five ». Aucun de ces cinq navires ne survivra à la Seconde Guerre mondiale.
Cammell Laird met à l'eau l’Arandora le 4 janvier 1927 et les travaux sont achevés en mai. Tel qu'il est construit à l'origine, le paquebot mesure 156 mètres de long, pour une largeur de 20,8 mètres. Il peut accueillir 164 passagers en première classe et avait une vitesse de service de 16 nœuds (30 km/h). En 1929, un grand réaménagement en réduit l'espace de chargement et augmente le nombre de ses passagers pour en faire un navire de croisière capable d'accueillir alors 354 passagers de première classe.

## Service en temps de paix
Sous le nom d' Arandora, le paquebot effectue, au départ de Londres des traversées vers la côte Est de l'Amérique du Sud de 1927 à 1928. En 1929, la Fairfield Shipbuilding and Engineering Company Limited de Glasgow réalise un important réaménagement du paquebot. Lors de cette transformation, sa jauge brute est portée à 14 694 tonneaux et sa capacité d'accueil en première classe est portée à 354 passagers. Un court de tennis a également été placé à l'arrière et une piscine a été installée à l'arrière du welldeck. Une fois terminé, il reprend du service en tant que navire de croisière de luxe à plein temps. Au moment de ce réaménagement, il est également rebaptisé Arandora Star.
En tant que navire de croisière, l’Arandora Star était principalement basé à Southampton. Il voyageait vers de nombreuses destinations différentes faisant parfois escale dans des ports tels qu'Immingham. Les principales croisières l'ont mené en Norvège, en Méditerranée, aux Antilles, au Panama, à Cuba ou encore en Floride. L' "Arandora Star" avait également deux surnoms qui lui avait été donnés en raison de sa coque blanche rehaussée d'un ruban écarlate : "Le gâteau de mariage" ("The Wedding Cake") ou "La boîte de chocolat" ("Chocolate Box").

## Seconde Guerre mondiale
Lorsque la Seconde Guerre mondiale éclate en septembre 1939, l’Arandora Star avait quitté Cherbourg et naviguait en direction du port de New York (en). Il rentra en Grande-Bretagne via Halifax en Nouvelle-Écosse où il intégra le tout premier convoi HX.
Fin septembre, l'Amirauté évalue le navire à Dartmouth, dans le Devon, et estime qu'il n'est pas adapté à une conversion en croiseur marchand armé. En décembre, il est envoyé à Avonmouth où il est équipé du système de filets anti-torpilles (Admiralty Net Defence), constitué d'un treillis métallique sous-marin suspendu à des bômes de chaque côté du navire. Il passe ensuite trois mois à Portsmouth à tester des filets de différentes jauges dans la Manche. Lors des tests, le système démontre son efficacité tout en ne réduisant la vitesse de l’Arandora Star que d'un nœud (1,85 km/h). En mai 1940, il est envoyé à Devonport où le dispositif est démonté. Il rallie ensuite le port de Liverpool.
Le 30 mai, le navire quitte Liverpool pour la Norvège afin d'aider à l'évacuation des troupes alliées. Il se rend à Harstad, où il embarque 1 600 personnes, pour la plupart des membres de la Royal Air Force, en plus de quelques troupes françaises et polonaises. Il quitte Harstad le 7 juin 1940 pour les acheminer à Glasgow.
Le 14 juin, il quitte Glasgow et fait route vers Brest en Bretagne pour y secourir également des troupes et des réfugiés. Les attaques répétées de la Luftwaffe l'empêche de pénétrer dans le port et seuls 12 réfugiés parviennent à rejoindre le navire resté au large. L’Arandora Star parvient à s'échapper, sous le feu nourri de l'ennemi, avec l'aide d'un destroyer qui lui procure une protection anti-aérienne. Il parvient à rejoindre Falmouth pour y déposer sa poignée d'évacués. Il fait ensuite route vers la baie de Quiberon. Le 17 juin, il évacue environ 300 personnes à Saint-Nazaire pour les conduire, selon les sources, soit à Falmouth ou à Plymouth. Le voyage se déroula sans incident pourtant, le même jour, un avion de la Luftwaffe coule, à quelques encablures de Saint-Nazaire, le RMS Lancastria tuant quatre milliers de personnes.
Le voyage suivant de l’Arandora Star le conduit dans le golfe de Gascogne, à proximité de la frontière espagnole où, toujours protégé par un destroyer et sous les assauts de la Luftwaffe, il prend en charge à Bayonne 500 personnes étant montées à bord d'une embarcation surchargée. Il les ramène à Falmouth pour se remettre aussitôt en route vers Saint-Jean-de-Luz pour secourir des troupes polonaises prises au piège. Il embarque à son bord environ 1 700 hommes incluant tout l'état-major polonais et Hubert Germain, futur compagnon de la Libération. Peu de temps après son départ, la ville est bombardée par la Luftwaffe. Les réfugiés sont conduits à Liverpool.

### Dernier voyage
Au départ de Liverpool, l’Arandora Star appareille pour le Canada avec, à son bord, 479 prisonniers allemands et 734 prisonniers italiens ainsi qu'un petit contingent de 86 prisonniers de guerre allemands, soit 1 299 détenus. 200 gardes britanniques sont également à bord pour assurer la sécurité et 174 membres d'équipage sont présents soit au total, un effectif de 1 673 personnes à bord. Sous le commandement du capitaine Edgar Wallace Moulton, le convoi fait route vers Saint-Jean de Terre-Neuve au Canada où les prisonniers doivent être placés dans des camps d'internement.
Les sources ne s'accordent pas sur la date de départ qui survient, soit le 30 juin 1940, soit le 2 juillet à 4 h du matin. Quoi qu'il en soit, tôt le matin, le 2 juillet 1940, l’Arandora Star croise, sans escorte, à 75 miles (139 km) au Nord-Ouest de Gweedore (Irlande) lorsqu'il est torpillé par le U-Boot 47 allemand commandé par Günther Prien.
Prien avait d'abord pensé que l'unique torpille envoyée était défectueuse, mais elle explose contre le côté tribord de l’Arandora Star, inondant immédiatement la salle des machines arrière. Tout le personnel de la salle des machines, dont deux officiers mécaniciens, est tué. Les turbines, les générateurs principaux et auxiliaires sont hors service, les lumières s'éteignent et les communications à bord sont interrompues.
Le capitaine en second, Frederick Brown, parvient cependant à émettre un signal de détresse. À 7 h 5, la base de Malin Head accuse réception du signal et le transmet aussitôt à Land's End et à Portpatrick.

### Sauvetage

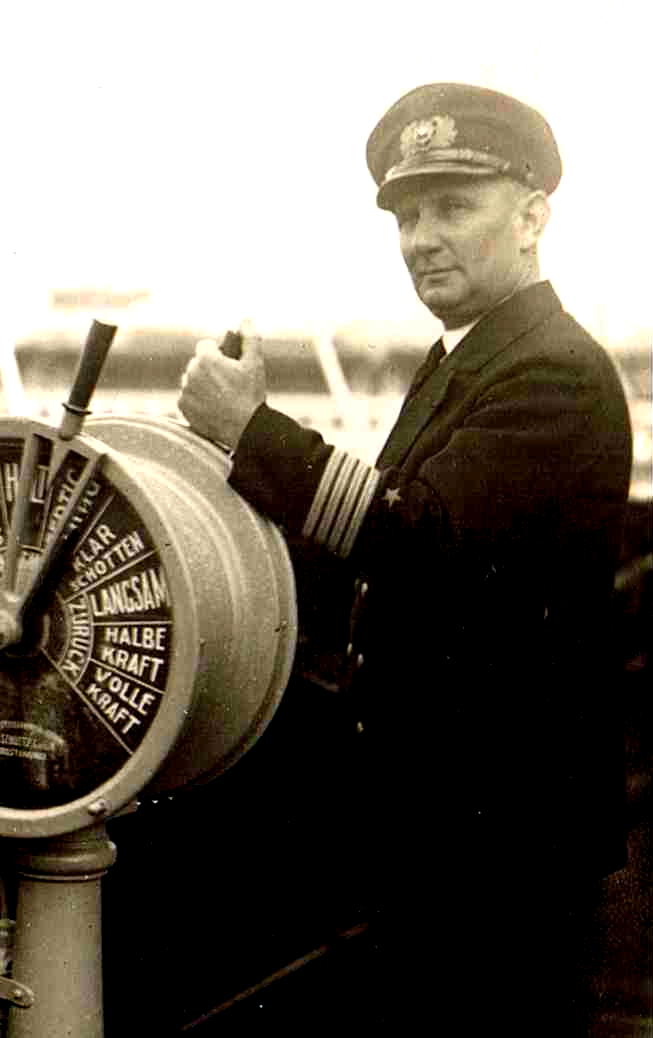
Otto Burfeind

L’Arandora Star disposait de 14 embarcations de sauvetage et de 90 radeaux de sauvetage. L'explosion de la torpille a mis hors d'usage un canot et a endommagé les bossoirs d'une seconde embarcation de sauvetage. Deux canots de sauvetage furent quant à eux mis hors d'usage lors de leur manipulation[réf. nécessaire]. Les dix autres embarcations purent être mises à l'eau ainsi que près de la moitié des radeaux de sauvetage. Certains canots furent en surcharge en raison du nombre important de prisonniers descendant par les échelles latérales le long de la coque mais nombreux étaient ceux qui, également, hésitaient à quitter le navire. À l'inverse, 4 embarcations de sauvetage ne comportaient qu'un très petit nombre de personnes à bord. Enfin, l'un des canots de sauvetage s'est retourné et a sombré peu de temps après sa mise à l'eau[réf. nécessaire].
L'un des prisonniers était le capitaine Otto Burfeind qui avait été capturé après avoir sabordé son navire, le SS Adolph Woermann (en). Otto Burfeind resta à bord de l’Arandora Star pour organiser le sauvetage avant de périr avec le navire.
Le navire torpillé gîtait sur son tribord. À 7 h 15, le capitaine Moulton et ses officiers supérieurs passèrent par-dessus bord laissant derrière eux de nombreux Italiens encore effrayés de quitter le navire. À 7 h 20, le navire roula sur son flanc. Sa proue s'éleva dans les airs et il sombra. 805 personnes, incluant le capitaine Molton, 12 de ses officiers, 42 membres d'équipage et 37 gardes britanniques furent tués dans le naufrage.

« Je pouvais voir des centaines d'hommes s'accrocher au navire. Ils étaient comme des fourmis et puis le bateau est monté à une extrémité et a glissé rapidement vers le bas, entraînant les hommes avec lui... Beaucoup d'hommes s'étaient brisé le cou en sautant ou en plongeant dans l'eau. D'autres s'étaient blessés en atterrissant sur des débris à la dérive qui flottaient près du navire qui coulait (déclaration du Sergent Norman Price),. »

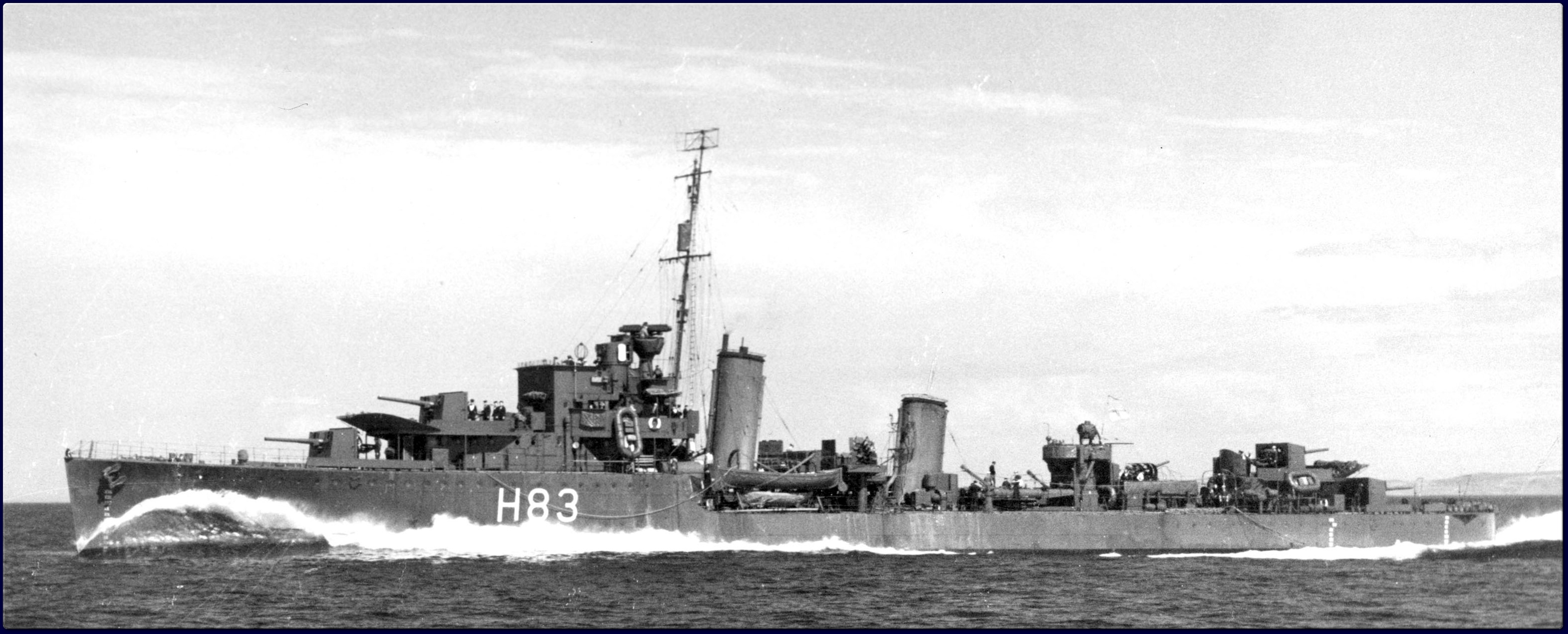
Le secourut les 868 naufragés de l’Arandora Star

À 9 h 30, un hydravion Short S.25 Sunderland du Coastal Command chargé de la protection des côtes du Royaume-Uni survole la zone du naufrage. Il largue des sacs étanches contenant des trousses de premiers secours, de la nourriture, des cigarettes et un message indiquant que les secours arrivaient. L'avion survole les naufragés jusqu'à 13 h, heure à laquelle, le HMCS St. Laurent arrive sur place et porte secours aux 868 survivants. Parmi ceux-ci, 586 sont des prisonniers. Les blessés sont conduits au Mearnskirk Hospital de Newton Mearns (Glasgow). Parmi les survivants se trouve l'entraîneur d'athlétisme, Franz Stampfl (en).
Le 3 juillet 1940, le Cabinet de guerre britannique reçoit un rapport sur le naufrage. L'écho qu'il put provoquer fut en partie occulté par l'attaque de Mers el-Kébir survenue en Algérie française et coulant des bateaux de la flotte française. Durant les mois de juillet et d'août des corps sont rejetés sur les côtes irlandaises. Le 30 juillet, le premier corps est retrouvé, il s'agit d'Ernesto Moruzzi, âgé de 71 ans, qui est retrouvé à Burtonport. Quatre autres corps sont retrouvés le même jour. En août 1940, 213 corps sont ainsi rejetés sur la côte irlandaise, dont 35 proviennent assurément de l’Arandora Star et 92 autres, non identifiés, le sont probablement sans que cela ait pu être confirmé.

### Citations
Le capitaine Moulton reçut à titre posthume la Lloyd's War Medal for Bravery at Sea (en). Le capitaine Otto Burfeind fut cité pour sa conduite héroïque lors de l'évacuation ainsi que le commandant canadien du St. Laurent, Harry DeWolf (en), pour son héroïsme dans le sauvetage.

## Épave, dépouilles et mémoriaux
| \| SS Arandora Star \|                                                                      |
| Position approximative de l'épave de l’Arandora Star. 56° 30′ N, 10° 38′ O[réf. nécessaire] |
| SS Arandora Star                                                                            |

Durant les semaines suivant le naufrage, de nombreux corps furent rejetés sur le rivage en différents points de l'Irlande et des Hébrides. Dans le petit cimetière de Termoncarragh (Belmullet (comté de Mayo)) se trouvent, contigües, les sépultures de Luigi Tapparo, un prisonnier d'Édimbourg et de John Connelly, un Lovat Scout (en).
La police de Belmullet a reçu un appel d'Annagh Head l'informant qu'un autre corps avait été retrouvé. À partir d'un livret de service sur le corps, le sergent Burns de la Garda identifie Frank Carter, 27 ans, de Kilburn, un soldat des Royal Dragoons. Le corps de Cesare Camozzi (1891-1940), originaire d'Iseo, en Italie, a été rejeté sur la péninsule d'Inishowen, dans le comté de Donegal. Il est enterré au cimetière du Sacré-Cœur, à Carndonagh. 46 détenus civils allemands, qui étaient envoyés d'Angleterre au Canada pour y être internés lorsque le navire a coulé, sont enterrés dans le cimetière de guerre allemand de Glencree, dans le comté de Wicklow. Le corps d'EG Lane de Kingsteignton, (Newton Abbot (Devon)), un soldat du Devonshire Regiment, a été rejeté sur la plage près de Ballycastle (Comté de Mayo) et est enterré dans le cimetière local. Sa tombe a été reconsacrée en 2009 par le Comité du parc de la paix du comté.
Le corps d'un marin non identifié, méconnaissable autrement que par un tatouage portant le nom de Chrissie, s'est échoué près de Newhouse, sur la côte atlantique de Kintyre (Argyll). Il est, après enquête officielle, enterré dans le cimetière local de Killean (Kintyre (Argyll)).
Une chapelle commémorative a été construite dans un cimetière de Bardi, ville natale de 48 victimes. Une messe commémorative annuelle est organisée dans cette ville,. Une rue de la localité a été rebaptisée Via Arandora Star.

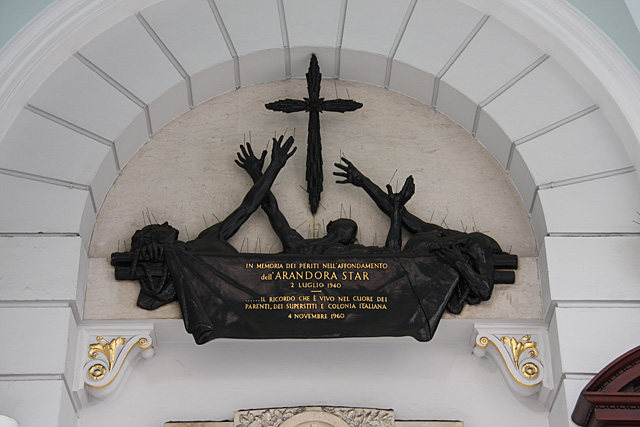
Le mémorial aux victimes de l’Arandora Star dans la St Peter's Italian Church à Londres inauguré en 1960.

La St Peter's Italian Church (en) de Clerkenwell, à Londres, a inauguré un mur de la mémoire en 1960, et a ajouté un second mémorial aux victimes londoniennes en 2012.
En 2004, la ville italienne de Lucques en Toscane a inauguré un monument à la mémoire de 31 hommes de la région perdus dans le naufrage, situé dans la cour du musée de la Fondation Paolo Cresci pour l'histoire de l'émigration italienne (Fondazione Paolo Cresci - per la storia dell'emigrazione italiana). Il y a également une Via Arandora Star à Parme.
De nombreux corps ont également été retrouvés sur l'île écossaise de Colonsay. Un mémorial a été inauguré à Colonsay le 2 juillet 2005, jour du 65e anniversaire de la tragédie, sur la falaise où le corps de Giuseppe Delgrosso a été retrouvé.
Une plaque commémorative en bronze a été dévoilée le 2 juillet 2008 à l’église Notre-Dame et Saint-Nicolas de Liverpool (en). Elle a été déplacée au Pier Head devant l'ancien bâtiment du Mersey Docks and Harbour Board après la fin des travaux de construction.

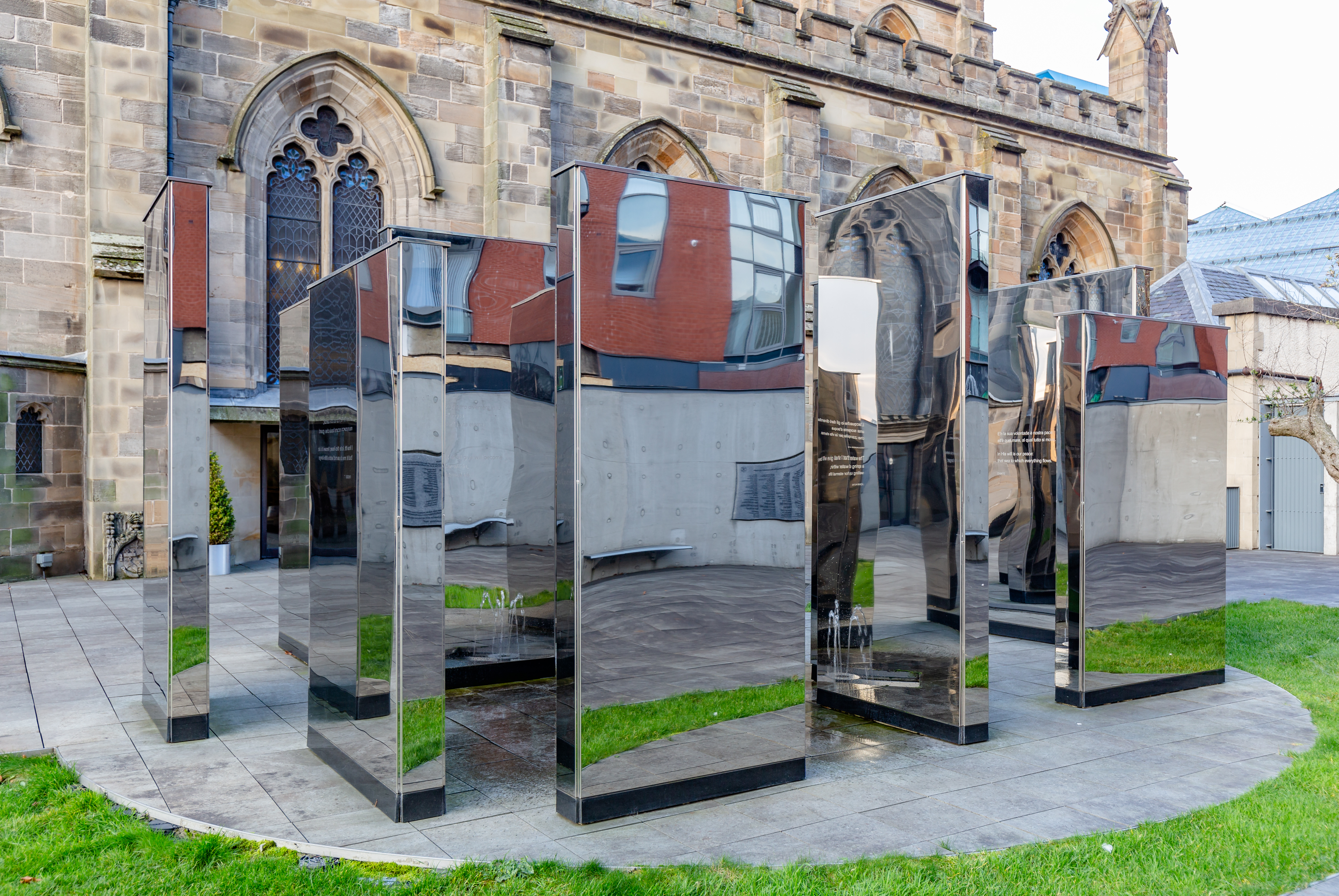
Le mémorial du jardin du cloître italien de la Cathédrale Saint-André de Glasgow

En 2009, à l'occasion du 69e anniversaire du naufrage, le maire de Middlesbrough a inauguré un mémorial à l'hôtel de ville, commémorant les 13 Italiens internés dans les cellules de la ville avant leur déportation et leur mort lors du dernier voyage de l'Arandora Star.
Le 2 juillet 2010, date du 70e anniversaire du naufrage, un nouveau mémorial a été inauguré dans la Cathédrale Saint-David de Cardiff par l'Arandora Star Memorial Fund au Pays de Galles.
Ce même 2 juillet 2010 est inauguré un jardin du cloître italien jouxtant la Cathédrale Saint-André de Glasgow. À cette occasion, l'archevêque Mario Conti (en) a déclaré qu'il espérait que le monument serait un symbole approprié (a fitting symbol) de l'amitié entre l'Écosse et l'Italie.
L'épave d'un des canots de sauvetage reste visible sur la plage de Knockvologan sur la péninsule de Ross of Mull, en grande partie enterrée mais avec ses crochets de suspension en fer toujours au-dessus du sable,.